# Steirodon tricenarius
Steirodon tricenarius är en insektsart som först beskrevs av Piza Jr. 1974.  Steirodon tricenarius ingår i släktet Steirodon och familjen vårtbitare. Inga underarter finns listade i Catalogue of Life.